# Badminton-Juniorenweltmeisterschaft 2011/Mannschaft
Die Badminton-Juniorenweltmeisterschaft 2011 fand vom 28. Oktober bis zum 6. November 2011 in Taoyuan und Taipeh in Taiwan statt. Bis zum 30. Oktober wurde der Teamweltmeister unter 22 startenden Mannschaften ermittelt. Anschließend folgte bis zum 6. November der Einzelwettbewerb. Folgend die Ergebnisse im Teamwettbewerb.

## Vorrunde
W1
| Platz | Land               | Spiele | gew. | verl. | Punkte | Punkte Gegner |
| ----- | ------------------ | ------ | ---- | ----- | ------ | ------------- |
| 1     | Malaysia           | 2      | 2    | 0     | 9      | 1             |
| 2     | Hongkong           | 2      | 1    | 1     | 6      | 4             |
| 3     | Vereinigte Staaten | 2      | 0    | 2     | 0      | 10            |

|          | Ergebnis |                    |
| -------- | -------- | ------------------ |
| Malaysia | 5-0      | Vereinigte Staaten |
| Hongkong | 5-0      | Vereinigte Staaten |
| Malaysia | 4-1      | Hongkong           |

W2
| Platz | Land        | Spiele | gew. | verl. | Punkte | Punkte Gegner |
| ----- | ----------- | ------ | ---- | ----- | ------ | ------------- |
| 1     | Niederlande | 2      | 2    | 0     | 8      | 2             |
| 2     | Dänemark    | 2      | 1    | 1     | 6      | 4             |
| 3     | Kanada      | 2      | 0    | 2     | 1      | 9             |

|             | Ergebnis |             |
| ----------- | -------- | ----------- |
| Dänemark    | 5-0      | Kanada      |
| Niederlande | 4-1      | Kanada      |
| Dänemark    | 1-4      | Niederlande |

| W1                 | Ergebnis | W2          |
| ------------------ | -------- | ----------- |
| Vereinigte Staaten | 1-3      | Kanada      |
| Hongkong           | 2-3      | Dänemark    |
| Malaysia           | 3-0      | Niederlande |

X1
| Platz | Land       | Spiele | gew. | verl. | Punkte | Punkte Gegner |
| ----- | ---------- | ------ | ---- | ----- | ------ | ------------- |
| 1     | Indien     | 2      | 2    | 0     | 9      | 1             |
| 2     | Frankreich | 2      | 1    | 1     | 5      | 5             |
| 3     | Finnland   | 2      | 0    | 2     | 1      | 9             |

|            | Ergebnis |            |
| ---------- | -------- | ---------- |
| Indien     | 5-0      | Finnland   |
| Frankreich | 4-1      | Finnland   |
| Indien     | 4-1      | Frankreich |

X2
| Platz | Land              | Spiele | gew. | verl. | Punkte | Punkte Gegner |
| ----- | ----------------- | ------ | ---- | ----- | ------ | ------------- |
| 1     | Chinesisch Taipeh | 2      | 2    | 0     | 4      | 1             |
| 2     | Singapur          | 2      | 1    | 1     | 1      | 4             |
| 3     | Nigeria           | 2      | 0    | 2     | 0      | 0             |

|                   | Ergebnis               |          |
| ----------------- | ---------------------- | -------- |
| Chinesisch Taipeh | w.o.                   | Nigeria  |
| Singapur          | tournamentsoftware.com | Nigeria  |
| Chinesisch Taipeh | 4-1                    | Singapur |

| X1         | Ergebnis | X2                |
| ---------- | -------- | ----------------- |
| Finnland   | w.o.     | Nigeria           |
| Frankreich | 3-1      | Singapur          |
| Indien     | 1-3      | Chinesisch Taipeh |

Y1
| Platz | Land      | Spiele | gew. | verl. | Punkte | Punkte Gegner |
| ----- | --------- | ------ | ---- | ----- | ------ | ------------- |
| 1     | Japan     | 2      | 2    | 0     | 5      | 0             |
| 2     | Russland  | 2      | 1    | 1     | 0      | 5             |
| 3     | Südafrika | 2      | 0    | 2     | 0      | 0             |

|          | Ergebnis |           |
| -------- | -------- | --------- |
| Japan    | w.o.     | Südafrika |
| Russland | w.o.     | Südafrika |
| Japan    | 5-0      | Russland  |

Y2
| Platz | Land        | Spiele | gew. | verl. | Punkte | Punkte Gegner |
| ----- | ----------- | ------ | ---- | ----- | ------ | ------------- |
| 1     | Südkorea    | 2      | 2    | 0     | 10     | 0             |
| 2     | Deutschland | 2      | 1    | 1     | 5      | 5             |
| 3     | Ägypten     | 2      | 0    | 2     | 0      | 10            |

|             | Ergebnis |             |
| ----------- | -------- | ----------- |
| Südkorea    | 5-0      | Ägypten     |
| Deutschland | 5-0      | Ägypten     |
| Südkorea    | 5-0      | Deutschland |

| Y1        | Ergebnis | Y2          |
| --------- | -------- | ----------- |
| Südafrika | w.o.     | Ägypten     |
| Russland  | 3-2      | Deutschland |
| Japan     | 2-3      | Südkorea    |

Z1
| Platz | Land       | Spiele | gew. | verl. | Punkte | Punkte Gegner |
| ----- | ---------- | ------ | ---- | ----- | ------ | ------------- |
| 1     | Indonesien | 2      | 2    | 0     | 9      | 1             |
| 2     | Türkei     | 2      | 1    | 1     | 6      | 4             |
| 3     | Macau      | 2      | 0    | 2     | 0      | 10            |

|            | Ergebnis |        |
| ---------- | -------- | ------ |
| Indonesien | 5-0      | Macau  |
| Türkei     | 5-0      | Macau  |
| Indonesien | 4-1      | Türkei |

Z2
| Platz | Land       | Spiele | gew. | verl. | Punkte | Punkte Gegner |
| ----- | ---------- | ------ | ---- | ----- | ------ | ------------- |
| 1     | Thailand   | 2      | 2    | 0     | 10     | 0             |
| 2     | England    | 2      | 1    | 1     | 4      | 6             |
| 3     | Australien | 2      | 0    | 2     | 1      | 9             |

|          | Ergebnis |            |
| -------- | -------- | ---------- |
| Thailand | 5-0      | Australien |
| England  | 4-1      | Australien |
| Thailand | 5-0      | England    |

| Z1         | Ergebnis | Z2         |
| ---------- | -------- | ---------- |
| Macau      | 0-3      | Australien |
| Türkei     | 3-2      | England    |
| Indonesien | 2-3      | Thailand   |

## Endrunde
Platz 1–4
|                   | Ergebnis |                   |
| ----------------- | -------- | ----------------- |
| Malaysia          | 3-0      | Chinesisch Taipeh |
| Südkorea          | 3-1      | Thailand          |
| Chinesisch Taipeh | 3-0      | Thailand          |
| Malaysia          | 3-0      | Südkorea          |

Platz 5–8
|             | Ergebnis |            |
| ----------- | -------- | ---------- |
| Niederlande | 1-3      | Indien     |
| Japan       | 3-0      | Indonesien |
| Niederlande | 0-3      | Indonesien |
| Indien      | 0-3      | Japan      |

Platz 9–12
|          | Ergebnis |            |
| -------- | -------- | ---------- |
| Dänemark | 3-0      | Frankreich |
| Russland | 3-0      | Türkei     |
| Russland | 1-3      | Dänemark   |
| Türkei   | 1-3      | Frankreich |

Platz 13–16
|          | Ergebnis |             |
| -------- | -------- | ----------- |
| Singapur | 3-0      | England     |
| Hongkong | 3-1      | Deutschland |

Platz 17–20
|          | Ergebnis |            |
| -------- | -------- | ---------- |
| Finnland | 3-0      | Australien |
| Kanada   | 3-0      | Ägypten    |

Platz 21–22
|                    | Ergebnis |       |
| ------------------ | -------- | ----- |
| Vereinigte Staaten | 3-0      | Macau |

## Endstand
| 1. Malaysia 2. Südkorea 3. Chinesisch Taipeh 4. Thailand 5. Japan 6. Indien 7. Indonesien 8. Niederlande | 1. Dänemark 2. Russland 3. Frankreich 4. Türkei 5. Singapur 6. England 7. Hongkong 8. Deutschland | 1. Finnland 2. Australien 3. Kanada 4. Ägypten 5. Vereinigte Staaten 6. Macau |